# Steegen (Austria)
Steegen – miejscowość i gmina w Austrii, w kraju związkowym Górna Austria, w powiecie Grieskirchen. Liczy 1 038 mieszkańców.